# Sonja Peresová
Sonja Peresová (hebrejsky: סוניה פרס, rodným jménem Sonja Gelmanová, סוניה גלמן;‎ 27. března 1923 – 20. ledna 2011) byla manželka někdejšího izraelského prezidenta Šimona Perese a první dáma Státu Izrael.

## Biografie
Narodila se v Polsku (dnešní Ukrajina) a v roce 1927 podnikla s rodinou aliju do britské mandátní Palestiny. Se svým budoucím manželem se seznámila v mošavu Ben Šemen, kde tehdy Peres žil. Na toto období vzpomínal její manžel následovně:
| „                                            | Moje strážní postavení bylo právě vedle domu Gelmana, učitele tesařství, z něhož vycházela bosá dívka s dlouhými hnědými copy a tváří řecké krásky. Byl jsem jí okamžitě unesen. Jmenovala se Soňa a měla se nakonec stát mojí manželkou. Pokoušel jsem se na ni zapůsobit tím, že jsem jí někdy předčítal za svitu Měsíce vybrané pasáže z Marxova Kapitálu. | “ |
| — Šimon Peres vzpomíná na život v Ben Šemenu | |   |

Po studiu na střední škole se během druhé světové války přihlásila roku 1942 do Britské armády. Jako armádní zdravotní sestra pak byla umístěna v nemocnici v Egyptě a o rok později, po absolvování řidičského kurzu, byla převelena do Evropy, kde sloužila jako řidič nákladních aut v rámci Auxiliary Territorial Service.
V květnu 1945 se vdala za Šimona Perese a společně patřili mezi zakladatele kibucu Alumot. Narodily se jim tři děti: dcera Cvia Valdanová, lingvistka a profesorka na Bejt Berl Teachers Training College, a dva synové: Joni (1952), ředitel veterinárního střediska, veterinární nemocnice a kampusu zemědělské školy Kfar ha-Jarok, a Nehemjáš, předseda jednoho z největších izraelských kapitálových fondů Pitango Venture Capital.
Po celou dobu politické kariéry svého manžela zůstala v ústraní. S výjimkou let 1984 až 1986, kdy byl její manžel poprvé premiérem, žila vždy v jejich telavivském bytě. Byla proti jeho prezidentské kandidatuře a po zvolení se pro nemoc nezúčastnila ani slavnostní inaugurace. Od roku 2007, kdy byl Peres zvolen prezidentem, žili odděleně, neboť Peresová i pro svůj zdravotní stav zvolila život v bytě v Tel Avivu.
Zemřela 20. ledna 2011 ve věku 87 let v Tel Avivu. Příčinou úmrtí je pravděpodobně srdeční zástava. Pohřeb se konal 21. ledna na hřbitově v mošavu Ben Šemen.

## Citáty
Ministr obrany Ehud Barak o ní prohlásil: „Sonja Peresová byla výjimečná žena a člověk. Byla symbolem skromnosti, jednoduchosti a lásky k lidem kolem sebe. Velmi pečlivě si střežila své soukromí a vyhýbala se pozornosti spojené s veřejným životem. Vždy pomáhala potřebným; každý, kdo ji znal, si jí vážil. Ať je její památka požehnána.“